# Peter Lowry
Peter Lowry (* 2. Oktober 1985 in Missoula, Montana) ist ein US-amerikanischer Fußballspieler auf der Position eines Mittelfeldspielers und Stürmers. Seit 2011 steht er beim Franchise Portland Timbers mit Spielbetrieb in der Major League Soccer (MLS), der höchsten Spielklasse im nordamerikanischen Fußball, unter Vertrag.

## Karriere

### Karrierebeginn in Kalifornien
Peter Lowry wurde im Jahre 1985 in der Stadt Missoula im US-Bundesstaat Montana als Sohn von Tom und Colleen Lowry geboren. Mit seinen Eltern, seiner älteren Schwester Lisa und seinem jüngeren Bruder Dan zog Peter Lowry noch in jungen Jahren nach Fair Oaks in den Bundesstaat Kalifornien, wo er auch aufwuchs. Im Jahre 2001 kam Lowry, der unter anderem auch bei den Jugendausbildungsvereinen Irvine Strikers Soccer Club und San Juan Soccer Club im Einsatz war und vor allem während seiner High-School-Zeit bei diesen Amateurklubs spielte, an die Bella Vista High School in Fair Oaks. Bereits im Jahre 2001 durfte er sich U-16 National Champion nennen und erzielte dabei auch noch das spielentscheidende Tor im Saisonfinalspiel. Außerdem war er bereits in diesem Jahr als Mannschaftskapitän des San Juan SC im Einsatz. Während seiner Junior-Saison an der Bella Vista High wurde Lowry bereits ins All-Orange-County-Team gewählt und entwickelte sich bis zu seiner Senior-Saison zu einem sehr starken Offensivspieler. Nach weiteren Erfolgen mit dem Team, wie zahlreiche individuelle Ehrungen (u. a. die Wahl zum NSCAA All-American 2002), feierte er in seinem Abschlussjahr an der High School nochmal zahlreiche Erfolge. So gewann er mit dem Team vier League-Titel und einen Section-Titel und wurde zudem im McDonald's All-American Game zum MVP gekürt. In diesem Spiel führte er sein Team als Kapitän zu einem souveränen 5:2-Erfolg. Aufgrund seiner Leistungen wurde Lowry in die US-amerikanische U-18-Auswahl geholt, wo er zumeist nur im erweiterten Kader stand. Außerdem stand er von 2001 bis 2004 vier Mal in der All-League-Auswahl. In seinem Senior-Jahr kam er auf eine Bilanz von 29 Toren und 20 Torvorlagen.

### Aufnahme in die Santa Clara University
Noch im gleichen Jahr seines Abschlusses an der Bella Vista High School wechselte Lowry an die Santa Clara University, wo er als Hauptstudiengang Finanzwissenschaft wählte und von Beginn an im Fußballteam der universitätseigenen Sportabteilung, den Santa Clara Broncos, zum Einsatz kam. In seinem Freshman-Jahr kam Lowry als Mittelfeldspieler in 20 Meisterschaftsspielen zum Einsatz, erzielte vier Tore und legte weitere zwei für seine Teamkollegen vor. Am Saisonende wurde er ins All-WCC Freshman Team und zudem vom Kommissar der West Coast Conference (WCC) in die Ehrenliste bzw. die Ehrentafel aufgenommen. In seinem Jahr als Sophomore wurde er in 22 Partien als zentraler Mittelfeldakteur eingesetzt und kam so auf eine Bilanz von vier Treffern und ebenso vielen Assists. Zum Saisonende wurde Lowry ins TDS Second Team National Team of the Season, ins All-WCC Second Team sowie ins Maryland adidas Classic All-Classic Team gewählt. Sein Junior-Jahr verbrachte der junge Offensivakteur bereits zur Hälfte als Mittelfeldakteur und zur Hälfte als Stürmer. Eingesetzt wurde er in 23 Meisterschaftsspielen, in denen er sechs Tore erzielte und zwei Assists beisteuerte. Aufgrund seiner Offensivleistungen wurde er in seinem Abschlussjahr 2007 vermehrt als Stürmer und auf anderen offensiven Positionen eingesetzt. Nach Wahlen ins All-WCC Second Team und ins All-Far West Region First Team im Jahre 2006 folgten 2007 zahlreiche weitere Auszeichnungen. So wurde er bei seinen 22 Einsätzen, in denen er acht Tore erzielte und weitere sieben vorbereitete, des Öfteren als WCC-Spieler der Woche ausgezeichnet und im September 2007 sogar zum Spieler des Monats der gesamten Conference gewählt. In diesem Jahr kam er auch für die US-amerikanische U-23-Auswahl zum Einsatz, für die er unter anderem im Februar zwei Partien auf einer Tour durch Japan absolvierte. Dort spielte er gegen die japanische U-22-Nationalauswahl und das Herrenteam von Roasso Kumamoto. Auszeichnungen und Ehrungen für Lowry waren in dieser Saison die Wahl ins All-WCC First Team, ins Brown adidas Classic All-Tournament Team, ins College Soccer News All-American First Team oder ins NSCAA All-Far West Region First Team. Außerdem wurde er ins Lowe’s Senior CLASS Award All-Senior All-America Second Team gewählt und war zudem WCC Player of the Year und eine Seminfinalist auf den Erhalt der M.A.C. Hermann Trophy. In den Jahren 2005 und 2006 gehörte Lowry dem PDL-Team Boulder Rapids Reserve an und kam dabei auf eine Bilanz von elf Auftritten und einem Tor. Auch im Jahre 2004 wurde der Offensivakteur in der nordamerikanischen Viertklassigkeit eingesetzt, als er für die San José Frogs drei torlose Ligapartien absolvierte.

### Draft zu Chicago Fire
Über den MLS SuperDraft 2008 schaffte es Lowry schließlich im Jahre 2008 zum MLS-Franchise Chicago Fire, zu dem er als 26. Pick in der zweiten Runde gedraftet wurde. Von den Erfolgen, die Lowry noch an der Universität hatte, war beim MLS-Team plötzlich nicht mehr viel bemerkbar. Seinen ersten und auch einzigen Pflichtspieleinsatz für das Profiteam absolvierte er während des Drittrundenspiels im Lamar Hunt U.S. Open Cup 2008 gegen die Cleveland City Stars, wo er beim 4:1-Sieg über die vollen 90 Minuten durchspielte. Sein Teamdebüt gab er bereits am 21. Mai, als er im Freundschaftsspiel gegen Wisła Kraków über die volle Spieldauer eingesetzt wurde. Auch beim 2:0-Erfolg über den FC Everton war Lowry über eine Halbzeit im Einsatz. Die meiste Zeit in der Spielzeit 2008 verbrachte der Offensivakteur allerdings in der MLS Reserve Division, wo er als torgefährlichster Spieler der Mannschaft in Erscheinung trat. Bei seinen zwölf Meisterschaftseinsätzen brachte er es auf fünf Tore und drei Torvorlagen. In der Folgesaison, dem Spieljahr 2009, konnte sich der gelernte Mittelfeldakteur etwas durchsetzen, war aber noch weit davon entfernt ein Stammspieler zu werden. Sein MLS-Debüt gab er am 18. Juli beim 2:0-Heimsieg über die San José Earthquakes. Sein erstes Match über die volle Spieldauer absolvierte er am 9. August bei der 2:3-Niederlage gegen Houston Dynamo. Seine wohl beste Saisonleistung hatte er am 20. September beim 2:2-Remis gegen die Columbus Crew, als er beide Treffer seines Teams erzielte. Bis zum Saisonende, wo die Mannschaft bereits zum wiederholten Male als Meister der Regular Season der Eastern Conference hervortrat, brachte es Lowry auf neun Ligaeinsätze, von denen er in acht von Beginn an auf dem Rasen stand, und drei Tore. In der Saison 2010 kam er zu seinen meisten Saisoneinsätzen für den Klub aus dem Großraum Chicago (Bridgeview). Dabei wurde er in 15 Ligapartien eingesetzt, in denen er zwei Treffer erzielte. Außerdem wurde er in diesem Jahr auch noch in verschiedenen anderen Bewerben und Freundschaftsspielen eingesetzt. Während er bereits 2009 mit der Mannschaft in der nordamerikanischen SuperLiga im Einsatz war und es dabei bis ins Finale schaffte, wurde er auch 2010 in diesem Turnier eingesetzt.

### Wechsel zu den Timbers
Im MLS Expansion Draft 2010 wurde Lowry, wie bereits zuvor aufgrund der wenigen Einsätzen im Laufe der Saison erwartet, nicht von seinem Franchise „geschützt“ und war somit für einen Wechsel freigegeben bzw. ausgestellt. So wurde er am 24. November 2010 auch vom neuen MLS-Franchise, den Portland Timbers, über das Draft-System ausgewählt. Dort erhofft sich Lowry, der es bei Chicago Fire auf insgesamt 24 Ligaeinsätze und fünf Treffer brachte, aber bis zum Ende hin gar nicht mehr beim Team bleiben wollte, den Durchbruch als Profifußballspieler. In der noch jungen Spielzeit 2011 wurde Peter Lowry bereits in zwei Meisterschaftsspielen eingesetzt (Stand: 22. April 2011).

## Erfolge
an der High School
- U-16 National Champion: 2001
- 1× NSCAA All-American: 2002
- National Champion: 2003
- 4× in der All-League-Auswahl: 2001, 2002, 2003 und 2004
- 1× League-MVP: 2003
- zahlreiche weitere Titel und Ehrungen

an der Santa Clara University
- All-WCC Freshman Team: 2004
- All-WCC Honorable Mention: 2004
- TDS Second Team National Team of the Season: 2005
- All-WCC Second Team: 2005
- Maryland adidas Classic All-Classic Team: 2005
- All-WCC Second Team: 2006
- All-Far West Region First Team: 2006
- All-WCC First Team: 2007
- WCC Player of the Year: 2007
- Brown adidas Classic All-Tournament Team: 2007
- M.A.C. Hermann Trophy Semifinalist: 2007
- NSCAA All-Far West Region First Team: 2007
- College Soccer News All-American First Team: 2007
- Lowe’s Senior CLASS Award All-Senior All-America Second Team: 2007
- sowie zahlreiche Ehrungen als Spieler der Woche, des Monats etc.

mit Boulder Rapids Reserve
- 2× Meister der Regular Season: 2005 und 2006

mit Chicago Fire
- 2× Vizemeister Regular Season der Eastern Conference: 2008 und 2009
- 1× Finalist der nordamerikanischen SuperLiga: 2009